# Mistrzostwa Świata U-19 w Rugby Union Mężczyzn 1997
Mistrzostwa Świata U-19 w Rugby Union Mężczyzn 1997 – dwudzieste dziewiąte mistrzostwa świata U-19 w rugby union mężczyzn zorganizowane przez IRB i FIRA, które odbyły się w Buenos Aires i Santiago w dniach od 22 do 30 marca 1997 roku.
Walka o mistrzostwo toczyła się w Buenos Aires i okolicach, natomiast rozgrywki niższych dywizji odbyły się w Chile. Pary rundy pierwszej i trzeciej.
Unión Argentina de Rugby zarobił na turnieju około stu tysięcy dolarów.

## Grupa A

### Częściowe wyniki
Faza grupowa
| 22 marca 199714:30 | Rumunia U-19 |  | Urugwaj U-19 | San Andrés |
| 22 marca 199714:30 |              |  |              | San Andrés |

| 22 marca 199715:15 | Walia U-19 |  | Rosja U-19 | La Plata |
| 22 marca 199715:15 |            |  |            | La Plata |

| 22 marca 199716:15 | Szkocja U-19 |  | Portugalia U-19 | San Andrés |
| 22 marca 199716:15 |              |  |                 | San Andrés |

| 22 marca 199716:15 | Argentyna U-19 | 82:3 | Hiszpania U-19 | San Isidro Club, Buenos Aires |
| 22 marca 199716:15 |                | 82:3 |                | San Isidro Club, Buenos Aires |

| 24 marca 1997 | Włochy U-19 | 50:15 | Hiszpania U-19 | Club Pucará, Burzaco |
| 24 marca 1997 |             | 50:15 |                | Club Pucará, Burzaco |

| 24 marca 1997 | Francja U-19 | 60:0 | Urugwaj U-19 |  |
| 24 marca 1997 |              | 60:0 |              |  |

| 26 marca 199716:10 | Argentyna U-19 | 46:7 | Włochy U-19 | Belgrano AC, Buenos Aires Widzów: 2500 |
| 26 marca 199716:10 |                | 46:7 |             | Belgrano AC, Buenos Aires Widzów: 2500 |

| 26 marca 199714:10 | Irlandia U-19 | 22:8 | Szkocja U-19 | Los Tilos, La Plata |
| 26 marca 199714:10 |               | 22:8 |              | Los Tilos, La Plata |

| 26 marca 199716:10 | Francja U-19 | 51:7 | Rumunia U-19 | Club Newman, Benavídez |
| 26 marca 199716:10 |              | 51:7 |              | Club Newman, Benavídez |

| 26 marca 1997 | Południowa Afryka U-19 |  | Walia U-19 | Club Newman, Benavídez |
| 26 marca 1997 |                        |  |            | Club Newman, Benavídez |

Półfinały
| 28 marca 199716:15 | Argentyna U-19 | 42:0 | Irlandia U-19 | Belgrano AC, Buenos Aires |
| 28 marca 199716:15 |                | 42:0 |               | Belgrano AC, Buenos Aires |

| 28 marca 1997 | Francja U-19 | 40:12 | Walia U-19 | La Plata |
| 28 marca 1997 |              | 40:12 |            | La Plata |

Finał
| 30 marca 199716:10 | Argentyna U-19 | 18:12 | Francja U-19 | BAC&RC, Buenos Aires |
| 30 marca 199716:10 |                | 18:12 |              | BAC&RC, Buenos Aires |

### Klasyfikacja końcowa
| Miejsce | Reprezentacja          |
| ------- | ---------------------- |
| 1       | Argentyna U-19         |
| 2       | Francja U-19           |
| 3       | Walia U-19             |
| 4       | Irlandia U-19          |
| 5       | Południowa Afryka U-19 |
| 6       | Szkocja U-19           |
| 7       | Włochy U-19            |
| 8       | Rumunia U-19           |
| 9       | Urugwaj U-19           |
| 10      | Hiszpania U-19         |
| 11      | Rosja U-19             |
| 12      | Portugalia U-19        |

## Grupa B
| Miejsce | Reprezentacja        |
| ------- | -------------------- |
| 1       | Chile U-19           |
| 2       | Polska U-19          |
| 3       | Czechy U-19          |
| 4       | Niemcy U-19          |
| 5       | Belgia U-19          |
| 6       | Maroko U-19          |
| 7       | Paragwaj U-19        |
| 8       | Chińskie Tajpej U-19 |

## Grupa C
| Miejsce | Reprezentacja             |
| ------- | ------------------------- |
| 1       | Gruzja U-19               |
| 2       | Holandia U-19             |
| 3       | Chorwacja U-19            |
| 4       | Bułgaria U-19             |
| 5       | Andora U-19               |
| 6       | Brazylia U-19             |
| 7       | Bośnia i Hercegowina U-19 |